# 日本書道専門学校
日本書道専門学校（にほんしょどうせんもんがっこう）は、東京都品川区に所在する専修学校。

## 概要
1966年10月に渋谷区千駄ヶ谷に校長を手島右卿として文部省令の各種学校として開校。1976年に目黒区に校舎が建って移転と共に文部省令での専門学校となる。
伝統的な書道に法と格を求め、新しい書道を志向すると共に豊かな人間性を持ち社会で活躍できる人材を育成する。専門課程のほかに専科も設置され、そこでは将来は書道家になる人物への高度な技術や知識を取得するための実習を行う。
年に1回学校展を行い日頃の学生の成果を発表するということをしている。和歌や俳句や漢詩などが展示されている。校長や教員の作品も展示されている。2024年2月には55回目の学校展が開かれる。
少子化や若い人の文字離れなどから新入生が減少して今後も増加する見通しが無いことから2025年度から募集停止となる。